# Mischocyttarus pseudomimeticus
Mischocyttarus pseudomimeticus är en getingart som först beskrevs av Schulz 1903.  Mischocyttarus pseudomimeticus ingår i släktet Mischocyttarus och familjen getingar. Inga underarter finns listade i Catalogue of Life.